# Al-Sarkha (Bakh'a)
Al-Sarkha (em árabe: الصرخه) ou Bakh'a (بخعة) era uma aldeia síria no distrito de Iabrude. De acordo com o Gabinete Central de Estatísticas da Síria, Al-Sarkha tinha 1405 habitantes no censo de 2004. Era uma das três localidades onde o aramaico ocidental continuava a ser falado, sendo as outras Maalula e Jubb Adin; no entanto a aldeia foi largamente destruída e totalmente despovoada durante a guerra civil síria.
Os seus habitantes eram na generalidade muçulmanos, sendo um dos raros casos de uma população muçulmana falando uma língua aramaica.